# Thomas Twining

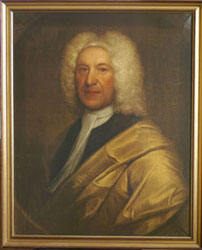
Ritratto di Thomas Twining.

Thomas Twining (Painswick, 1675 – Londra, 19 maggio 1741) è stato un imprenditore britannico, tra primi a introdurre il tè nel Regno Unito e fondatore della società Twinings.

## Biografia
Thomas Twining nacque probabilmente nel villaggio di Painswick, nel Gloucestershire, nel 1675 in una famiglia di follatori che si trasferì a Londra nel 1684 quando il ragazzo aveva nove anni. Thomas seguì inizialmente le orme del padre lavorando come apprendista di un tessitore, ma in seguitò incominciò a lavorare con Thomas D'Aeth, mercante e importatore della Compagnia britannica delle Indie orientali che si occupava dell'importazione di prodotti esotici tra cui il tè.
Nel 1701 Twining divenne un Freeman della Città di Londra e nel 1706 rilevò la Tom's Coffee House situata al 216 della Strand, dove oltre al caffè serviva tè guadagnando ben presto la reputazione di avere a disposizione le migliori miscele della città.
Negli anni successivi Twining si concentrò in particolare sulla vendita di tè essiccato piuttosto che sulle bevande pronte e nel 1734 aveva abbandonato completamente la vendita del caffè. Nel 1717 ingrandì il negozio acquistando tre edifici adiacenti alla coffee house. Intorno al 1722 acquistò inoltre una proprietà in seguito conosciuta come Dial House nei pressi della chiesa di St. Mary nel rione londinese di Twickenham, che fu probabilmente ricostruita o profondamente ristrutturata come ricorda la meridiana sulla facciata che riporta la data del 1726 come conclusione dei lavori.
Thomas Twing morì nel 1741 e fu sepolto nella chiesa di St. Mary, dove è presente un memoriale a lui dedicato.

## Eredità
Alla morte di Twining la sua attività passò nelle mani del figlio Daniel, che la ingrandì e incominciò a esportare il tè anche negli Stati Uniti. Il governatore della città di Boston è ricordato tra i suoi clienti.

L'originale negozio al 216 della Strand appartiene ancora alla Twinings ed è uno dei più antichi negozi di Londra che ancora conservano la propria posizione originale.
 Dial House rimase di proprietà della famiglia fino al 1889 quando morì Elizabeth Twining, ultimo membro della famiglia a risiedervi. In seguito, secondo le volontà di Elizabeth, fu ceduta da suo fratello Richand Twining al parroco di Twickenham come propria residenza. Dal 2001 è utilizzata come ufficio e residenza dal vescovo di Kensington.